# Macendo
Macendo (llamada oficialmente Santa María de Macendo) es una parroquia española del municipio de Castrelo de Miño, en la provincia de Orense, Galicia.

## Organización territorial
La parroquia está formada por quince entidades de población:
- Albín
- A Bouza
- A Ermida
- As Bouzas
- Casardeita
- Covelas
- Fondo de Vila
- Meizo
- Pousada
- Ramiras
- San Pedro
- Señorín
- Souto
- Tallón
- Vilela

## Demografía
| Gráfica de evolución demográfica de Macendo entre 2000 y 2022 |
|                                                               |
| Datos según el nomenclátor publicado por el INE.              |